# Dominican Summer League Cubs
A Dominican Summer League Cubs 1 és a Dominican Summer League Cubs 2 alsóbb ligás baseballcsapatok, a Chicago Cubs „Rookie” szintű farmcsapatai, melyek a Dominican Summer League bajnokságban játszanak. A csapatok székhelye Boca Chicában van, hazai mérkőzéseiket a Baseball City Complex pályán játsszák.

## Története
A csapatot 1991-ben alapították a Kansas City Royals farmcsapataként. A következő évben a Colorado Rockies csapatával szerződtek le.
Az 1993-as szezonra a Texas Rangers-szel szerződtek le, míg a követkevő három évben a San Diego Padres farmcsapataként működtek.
A csapat 1997-ben a Chicago Cubs függetlenül működő farmcsapata lett. A csapat a 2008-as és 2012-es szezon között két különálló csapatként működött, azonban a 2013-as szezonra újra egyesült. Az egyesület a 2016-os szezontól ismét két csapatot működtet.